# Aplidium caeruleum
Aplidium caeruleum är en sjöpungsart som beskrevs av Fernando Lahille 1890. Aplidium caeruleum ingår i släktet Aplidium och familjen klumpsjöpungar. Inga underarter finns listade i Catalogue of Life.